# Plexo timpánico
En la cavidad timpánica, el nervio timpánico (una rama del CN IX) se divide en ramas que, junto con las fibras simpáticas del plexo carotídeo, forman el plexo timpánico. Este plexo se encuentra en la superficie del promontorio.
Este plexo timpánico se ramifica en: 
- el nervio petroso menor (axones parasimpáticos preganglionares al ganglio ótico)
- ramas sensoriales a la cavidad timpánica

Las ramas a la cavidad timpánica proporcionan inervación sensorial a la mucosa de la cavidad timpánica y a la superficie interna de la membrana timpánica. Los cuerpos celulares de estas neuronas se encuentran en el ganglio superior del nervio glosofaríngeo.